# Idee zu einer allgemeinen Geschichte in weltbürgerlicher Absicht
Idee zu einer allgemeinen Geschichte in weltbürgerlicher Absicht is een 17 pagina's tellend essay van Immanuel Kant dat in 1784 verscheen. Hij bespreekt hierin de relatie van de individuele mens tot de menselijke samenleving en de rol van de Natuur hierbij, zowel in historisch perspectief (Geschichte) als met het oog op een toekomstige (onafwendbare) wereldsamenleving (weltbürgerlicher Absicht). Zijn latere essay Zum ewigen Frieden uit 1795 sluit hierop naadloos aan. 
In tegenstelling tot zijn latere ethische werken waarin de mens als individu met een vrije wil centraal staat, lijkt op het eerste gezicht in zijn sociale filosofie de menselijke soort als zodanig in het centrum te staan met daarbij een geheel zelfstandige rol van de Natuur. (Hannah Arendt noemt deze filosofische opvatting van Kant dan ook de natuurfilosofie van Kant).
De individuele mens, zegt Kant, wordt in zijn fysieke verschijningsvorm geheel door de natuurwetten beheerst. De menselijke Rede is weliswaar niet onderhevig aan natuurwetten, maar bij het in vrijheid gebruiken daarvan wordt de mens beheerst door de aangeboren neiging tot eerzucht, heerszucht en zelfzucht (in Die Religion innerhalb der Grenzen der bloßen Vernunft uit 1793 betitelt Kant de neiging tot zelfzucht/eigenliefde als het 'absolute kwaad'). De mens kan echter tegelijkertijd niet buiten het leven in een samenleving. Hierbinnen gebruikt de mens zijn "slechte" neigingen om zich er een plaats in te veroveren. Hij moet tenslotte opboksen tegen een onmaatschappelijke maatschappelijkheid (ungesellige Geselligkeit). Tevens zijn diezelfde slechte neigingen ook de bron van kunst en cultuur van de menselijke samenleving!
De individuele mens kan - dat is de Wil van de Natuur - alleen maar tot geluk en volkomenheid komen in een wettelijk geordende samenleving. De natuur dwingt de mensheid dan ook tot het zich vrijwillig onderwerpen aan een burgerlijke grondwet. Een grondwet, die echter wel door een (even onvolmaakte) mens, in de rol van opperhoofd/heer, gemaakt moet worden. Kant doelt duidelijk op de monarch. De individuele menselijke Willen worden hierbij uitgenodigd vrijwillig te gehoorzamen aan een algemeen geldige Wil in de vorm van een grondwet binnen en boven de staat (Kant doelt hier op wat de 'burgerlijke samenleving' is bij Hegel). De staten onderling zullen, gedwongen door de noodzaak de oorlogsellende uit te bannen uiteindelijk tot een volkenbond komen.
Hoewel Kant enkele malen met instemming naar Jean-Jacques Rousseau verwijst, is hier toch geen sprake van de door deze beschreven vrijwillige 'Volonté generale', maar van een van bovenaf opgelegde, maar vrijwillig aanvaarde 'Volonté de tous'; en dit kan je in deze context geen sociaal contract noemen. Formeel blijkt Kant in dit essay niets af te dingen op de vrijheid van de rede, zoals hij die in de Kritik der praktischen Vernunft heeft verdedigd, integendeel die vrijheid staat centraal. Tegelijkertijd is het de Natuur, die (als ware zij een zelfstandige persoon) een plan heeft voor de mensheid en deze dwingt tot (het maken/aanvaarden van) een grondwet. 
De natuur heeft dus een wil! Ook de individuele mens beschikt over een vrije wil, maar de mensheid als soort wordt beheerst door een natuurnoodzakelijkheid en kent geen eigen vrijheid. De geschiedenis van de mensheid is te beschouwen als de uitvoering van het verborgen plan van de natuur: namelijk het tot stand brengen van een grondwet in elke statelijke samenleving, die nooit meer kan zijn dan de som van de individuele willen van haar leden. De grondwet waarborgt de vooruitgang van de samenleving, maar uitsluitend met het oog op de individuele ontwikkeling van elke afzonderlijke mens. Hieruit volgt dat uiteindelijk niet de mensheid als geheel centraal staat in Kants historische of sociale filosofie, maar de vooruitgang van het individu, dat evenwel zonder samenleving niet vooruit kan komen.